# Watigny
Watigny és un municipi francès situat al departament de l'Aisne i a la regió dels Alts de França. L'any 2007 tenia 364 habitants.

## Demografia

### Població
El 2007 la població de fet de Watigny era de 364 persones. Hi havia 140 famílies de les quals 28 eren unipersonals (8 homes vivint sols i 20 dones vivint soles), 48 parelles sense fills, 56 parelles amb fills i 8 famílies monoparentals amb fills.
La població ha evolucionat segons el següent gràfic:
Habitants censats

### Habitatges
El 2007 hi havia 163 habitatges, 138 eren l'habitatge principal de la família, 9 eren segones residències i 16 estaven desocupats. 161 eren cases i 2 eren apartaments. Dels 138 habitatges principals, 122 estaven ocupats pels seus propietaris, 14 estaven llogats i ocupats pels llogaters i 2 estaven cedits a títol gratuït; 4 tenien dues cambres, 10 en tenien tres, 44 en tenien quatre i 80 en tenien cinc o més. 100 habitatges disposaven pel capbaix d'una plaça de pàrquing. A 59 habitatges hi havia un automòbil i a 62 n'hi havia dos o més.

### Piràmide de població
La piràmide de població per edats i sexe el 2009 era:
| Homes | Edats   | Dones |
| ----- | ------- | ----- |
| 0     | 95 o +  | 0     |
| 0     | 90 a 94 | 0     |
| 0     | 85 a 89 | 4     |
| 12    | 80 a 84 | 4     |
| 8     | 75 a 79 | 8     |
| 4     | 70 a 74 | 12    |
| 8     | 65 a 69 | 16    |
| 8     | 60 a 64 | 8     |
| 8     | 55 a 59 | 8     |
| 28    | 50 a 54 | 20    |
| 8     | 45 a 49 | 12    |
| 12    | 40 a 44 | 12    |
| 12    | 35 a 39 | 12    |
| 8     | 30 a 34 | 8     |
| 12    | 25 a 29 | 12    |
| 8     | 20 a 24 | 8     |
| 8     | 15 a 19 | 8     |
| 16    | 10 a 14 | 8     |
| 8     | 5 a 9   | 4     |
| 8     | 0 a 4   | 4     |

## Economia
El 2007 la població en edat de treballar era de 226 persones, 151 eren actives i 75 eren inactives. De les 151 persones actives 131 estaven ocupades (75 homes i 56 dones) i 20 estaven aturades (11 homes i 9 dones). De les 75 persones inactives 22 estaven jubilades, 22 estaven estudiant i 31 estaven classificades com a «altres inactius».

### Ingressos
El 2009 a Watigny hi havia 145 unitats fiscals que integraven 379 persones, la mediana anual d'ingressos fiscals per persona era de 14.445 €.

### Activitats econòmiques
Dels 5 establiments que hi havia el 2007, 1 era d'una empresa de fabricació d'altres productes industrials, 2 d'empreses de construcció, 1 d'una empresa de comerç i reparació d'automòbils i 1 d'una empresa immobiliària.
L'únic servei als particulars que hi havia el 2009 era un paleta.
L'any 2000 a Watigny hi havia 12 explotacions agrícoles que ocupaven un total de 504 hectàrees.

## Equipaments sanitaris i escolars
El 2009 hi havia una escola elemental.

## Poblacions més properes
El següent diagrama mostra les poblacions més properes.